# Giancarlo Marmori
Giancarlo Marmori (La Spezia, 29 marzo 1926 – Parigi, 25 febbraio 1982) è stato uno scrittore e giornalista italiano.

## Biografia
Giancarlo Marmori nasce a La Spezia nel 1926. Laureatosi in Filosofia all'Università di Genova, si trasferisce a Parigi nel 1951 e nella capitale francese sposa la giornalista Elena Guicciardi e vi rimane per tutta la vita. 
L'ambiente culturale di Parigi incide sensibilmente sulla sua vicenda intellettuale, portandolo a sviluppare un vivace interesse per le arti plastiche non solo ai movimenti di avanguardia, ma anche a correnti e artisti talvolta dimenticati o sottovalutati dalla critica ufficiale.

Dal 1954 comincia a collaborare con Il Mondo di Mario Pannunzio.
Presto si afferma come esponente di un giornalismo culturale molto raffinato coltivando contemporaneamente la scrittura creativa. Esordisce in campo letterario nel 1957 con la plaquette di versi Poesie, stampata in 500 copie numerate a Parigi. Nello stesso anno inizia la sua collaborazione con il settimanale L'Espresso che continuerà fino alla sua dipartita. 

Seguono due romanzi brevi: Lo sproloquio nel 1963, racconto vicino al teatro dell'assurdo, e Storia di Vous nel 1965 , storia di un sopruso dai toni erotici che nel titolo italiano richiama il celebre Histoire d'O. 
Dopo l'esperienza con il Gruppo 63, nella seconda metà degli anni Sessanta, oltre a dare seguito alle collaborazioni giornalistiche, si concentra sulla scrittura saggistica: Le vergini funeste nel 1966 e Senso e anagramma nel 1968, anno in cui inizia il sodalizio con lo scrittore francese Pierre Klossowski del quale traduce cinque opere. 

Segue Cronache di vanità, pubblicato a Genova nel 1969.
Dopo aver recitato una piccola parte nel film L'invenzione di Morel, torna al romanzo nel 1975 con La Venere di Milo, incentrato sul rapimento della famosa statua greca. 

Nella seconda metà degli anni Settanta pubblica Le città dell’amore (1976) e il saggio sulla pittrice Tamara de Lempicka (1977).
Dopo la sua morte a Parigi nel 1982 escono postumi la raccolta di articoli La bellezza è difficile nel 1984 e nel 1991 il romanzo incompiuto Gabriele sulla figura di Dante Gabriele Rossetti.
La città della Spezia gli ha intitolato la Biblioteca di Storia dell'Arte.

## Opere

### Poesia
- Poesie, Paris, Edition Caracteres, 1957

### Narrativa
- La parlerie, Paris, Editions du Seuil, 1962 - Ed. ita. Lo sproloquio, Milano, Feltrinelli, 1963[8]
- Cérémonie d'un corps, Paris, Editions du Seuil, 1965 - Ed. ita. Storia di Vous, Milano, Feltrinelli, 1965
- La Venere di Milo, Milano, Bompiani, 1975
- Gabriele, Milano, Mondadori, 1991

### Saggistica
- Le vergini funeste, Milano, Sugar, 1966[9]
- Senso e anagramma, Milano, Feltrinelli, 1968
- Cronache di vanità, Genova, Immordino, 1969
- Tamara de Lempicka, Parma, F. M. Ricci, 1977
- La bellezza è difficile, Roma-Bari, Laterza, 1984

### Alcune traduzioni
- Le leggi dell'ospitalità di Pierre Klossowski, Milano, Sugar, 1968
- Origini cultuali e mitiche di un certo comportamento delle dame romane di Pierre Klossowski, Milano, Adelphi, 1973
- Roberta stasera : le leggi dell'ospitalità di Pierre Klossowski, Milano, Sugar, 1981
- Il bagno di Diana di Pierre Klossowski, Milano, F. M. Ricci, 1983